# 텝스관리위원회
텝스관리위원회(영어: The TEPS Council)는 TEPS와 SNULT 등의 시행 및 평가를 담당하는 시험 주관 기관이다. 서울대학교발전기금의 부속 기관이다.

## 같이 보기
- 에듀케이셔널 테스팅 서비스
- 국제 테스트 연구원
- 한국토익위원회
- 한국지텔프위원회